# Talleri italiani
Monete con questo nome sono state coniate da diversi stati italiani quasi esclusivamente per il commercio con l'Oriente e non facevano parte del sistema valutario di questi stati. Spesso imitavano le monete di stati più importanti ed in alcuni casi si trattava di veri e propri falsi di stato.
Talleri furono coniati in Lombardia e nel Veneto dai governi austriaci.
Dopo la conquista dell'Eritrea i governi italiani hanno coniato, per i commerci nel Corno d'Africa, talleri in tre occasioni.

## Stati italiani
Dal XVI secolo alcuni stati del norditalia hanno coniato monete simili ai talleri austriaci, tedeschi o dei Paesi Bassi, essenzialmente per il commercio con l'Oriente.
A questo periodo risalgono monete come i talleri e le piastre coniate in Toscana per i commerci con l'Oriente.
Il granducato di Toscana ha coniato talleri anche nel XVII secolo con i granduchi Cosimo II e Cosimo III della famiglia Medici.
Talleri furono coniati anche a Mantova e Messerano ad imitazione di monete tedesche.
A Modena furono coniati dalla metà del XVII secolo.
Anche il ducato di Savoia e la repubblica di Ragusa hanno coniato talleri per i loro commerci. Venezia ha imitato per i suoi commerci il tallero di Maria Teresa.

### Le monete
Tallero aquilinofu coniato a Modena dal duca Francesco I d'Este (1629-1658) per il commercio con il Levante. Al rovescio porta l'aquila bicipite con il numero 28 sul petto ad indicarne il valore che era pari a 28 bolognini.
Tallero da 42 grossitallero di Savoia coniato da Carlo III, il buono (1504-1553); reca san Maurizio che sorregge il vessillo.
Tallero dell'alleanzaconiato dal doge Marino Grimani a Venezia nel 1603 in seguito all'alleanza con i Grigioni. Recava al dritto il leone di San Marco passante, con la spada levata nella zampa anteriore destra e la data in esergo. Al rovescio erano rappresentati tre scudi con gli stemmi delle Tre leghe: a sinistra la croce  della Lega Grigia, al centro lo stambecco della Lega della Ca' di Dio e a destra il selvaggio della Lega delle Dieci Giurisdizioni.

#### Tallero di Belgioioso
Coniato da Antonio Barbiano di Belgioioso nel 1769 quando venne elevato dall'imperatrice Maria Teresa a principe del Sacro Romano Impero con il titolo di principe di Belgioioso.
Tallero di Dezanaconiato a Dezana (Desana) dal conte Antonio Maria Tizzoni (1598 - 1641) ad imitazione del tallero di Salisburgo. Al dritto sant'Uberto ed al rovescio lo stemma dei Tizzone.
Tallero di Gradiscafu coniato dai conti di Gradisca nel XVII secolo. Presenta al dritto i busti affrontati dei conti Giovanni Cristiano e Giovanni Sigfrido e la legenda * IOAN . CHRIST . E IOAN . SEYF . S. R. IMP. PR : GRADIS; al rovescio lo stemma comitale e la legenda * DVC : CRVM. ET. PRINC. AB. EGGENBERG. FRATES. A Gradisca il tallero fu coniato dal 1651 al 1658.
Tallero genoveseconiato a Genova nel 1618.
Tallero di Guastallaconiato da Ferrante II Gonzaga  (1576-1621).
Tallero di Mantovanoto come girasole, fu una moneta ossidionale coniata a Mantova dal duca Carlo I (1629-1637) durante l'assedio del 1629-1630. Valevano 160 soldi, cioè 8 lire mantovane. Furono anche chiamati taleri fiore; i nomi derivano dalla presenza del girasole sul rovescio. Al diritto recavano lo stemma dei Gonzaga (leoni e fasce oro-nero) e la scritta MANTVÆ ANNO SALVTIS . Finito l'assedio le monete presero circa la metà del loro valore e ritirati nel 1631 poiché l'intrinseco non corrispondeva neanche al nuovo valore nominale.
Un altro tallero è stato coniato sempre da Carlo II nel 1633.
Ancora altri talleri sono stati coniati da Ferdinando Gonzaga (1612-1626), da Vincenzo II Gonzaga (1626-1627) e da Carlo VI d'Asburgo (1711-1740).
Tallero di Modenatalleri furono coniati alla zecca di Modena sotto il duca Cesare (1597-1628) e dai suoi successori. Si trattava di monete per il commercio con il Levante.
Ercole III invece batté nel 1795 e 1796 una moneta con questa denominazione per la circolazione interna, una delle poche monete coniate in Italia per la circolazione interna.
Tallero di ParmaMichele Lopez, nella sua opera "Aggiunte alla zecca e moneta parmigiana del Padre Ireneo Affo" cita un "Tallero da X giuli" di cui dà una succinta descrizione ("che reca su una faccia lo stemma, la leggenda del Duca e l'indicazione del valore (GIVLI. X.)") ed il cui disegno riporta in una tavola.
Tallero di Ragusadetto anche Tallero di san Biagio, rettorale o Vislino.
Fu coniato nella repubblica di Ragusa dal 1725. Le prime monete avevano al da una parte l'immagine di san Biagio, il patrono della Repubblica e dall'altra lo stemma della repubblica. Intorno DVCAT[us] ET SEM.[is] REIP.[ublicae] RHAC.[cusinae] cioè un ducato e mezzo della Repubblica ragusea. Dal 1743 si incominciò a mettere il ritratto del rettore, il capo della repubblica, con la scritta RECTOR REIP. RHACUSIN. Il termine Vislino deriva da Vlaho, Biagio in croato. Le monete furono coniate sino al 1779.
Tallero di Sabbionetaconiato a Sabbioneta verso il 1591, ad imitazione del leeuwendaalder, il tallero olandese.
Tallero di Savoiadopo quello da 45 grossi, un tallero fu coniato dal duca di Savoia Emanuele Filiberto (1553-1580) nel 1556 ad imitazione del tallero del Brandeburgo ed un altro nel 1577 a Torino. Carlo Emanuele ne coniò uno nel 1581 con la propria immagine a cavallo.
Tallero di Toscana o tollerofu coniato per la prima volta da Ferdinando I per l'Oriente.
Tallero di Veneziaconiato dal 1756, per il commercio con l'Oriente. Il dritto imitava il tallero di Maria Teresa. L'ultimo fu coniato da Ludovico Manin. I tipi prevalenti sono due:
- D/ leone di san Marco (alato e nimbato) a sin. rampante entro cornice barocca, con libro tra le zampe anteriori, con intorno il nome del doge
-R/ Busto muliebre con cappello di dogaressa e manto d'ermellino; intorno RESPUBLICA VENETA
-D/ Leone di San Marco (alato e nimbato) seduto a dx volto indietro, con libro tra le zampe anteriori; intorno il nome del doge. Data in esergo
-R/ - Busto muliebre più moderno a destra con diadema e manto d'ermellino; intorno RESPUBLICA VENETA. Questo ritratto somiglia a quello di Maria Teresa.
Tallero fiorealtro nome del tallero di Mantova.

## Asburgo

### Ducato di Milano
Gli austriaci hanno governato Milano dal 1706. Sotto il loro governo sono stati più volte coniati talleri. Queste monete erano di tipo austriaco.
Giuseppe II (1780-1790)
I primi talleri furono i Kronentaler coniati dall'imperatore Giuseppe II a Milano nel 1786. La coniazione di Giuseppe II proseguì fino al 1790
Al dritto c'è la testa laureata dell'imperatore ed intorno la scritta IOSEPH. II D. G. R. I. S. A. GER. HIER. HVNG. BOH. REX ed in basso il segno di zecca M.
Al rovescio c'è la croce di Borgogna con le corone d'Austria, Ungheria e Boemia sopra ed ai lati ed ornata in basso dal Toson d'oro, di cui Giuseppe II era Gran Maestro. Intorno ARCH. AVST. DVX. BVRG. LOTH. BRAB. COM. FLAN.
Questa moneta veniva chiamata anche Crocione o Tallero delle corone.
Le dimensioni sono 40 mm e 29,44 grammi. L'argento ha un titolo di 873/1000. Accanto al tallero fu coniato anche il 1/2 tallero negli anni 1786-1790.
Leopoldo II (1790-1792)
Sotto Leopoldo II sono stati coniati sia il mezzo tallero che il tallero. Anche in questo caso si tratta di Kronentaler e i tipi sono sostanzialmente gli stessi del suo predecessore. Il 1/2 tallero fu coniato a Milano nel 1791 ed il tallero nel 1791 e nel 1792 nella stessa zecca.  Anche in questo caso la moneta era soprannominata Crocione. Anche peso titolo e diametro erano simili.
Francesco II (1792-1806)
Francesco II salì al trono imperiale alla morte del padre nel 1792. Nello stesso anno inizia la monetazione del Crocione con le stesse caratteristiche dei suoi predecessori. La moneta viene coniata ininterrottamente sino al 1796 quando in seguito all'invasione delle truppe francesi l'Austria perse il controllo del Ducato di Milano. In seguito alla riconquista il tallero fu coniato nuovamente nel 1799 e nel 1800.

### Regno Lombardo Veneto
Dopo le guerre napoleoniche l'Austria riprese il controllo del Ducato di Milano e Mantova cui fu aggiunto l'ex Repubblica di Venezia. La nuova struttura statuale fu denominata Regno Lombardo Veneto. Francesco II d'Asburgo-Lorena rientrò quindi nel possesso di Milano con il nuovo titolo di Francesco I Imperatore d'Austria.
Francesco I d'Austria (1815-1835)
Nella sua seconda monetazione Francesco, ora primo d'Austria, coniò, accanto ad altre monete, Talleri e Mezzi talleri.
Il tallero pesava 28,06 g, aveva un diametro di 40 mm ed un titolo di 835/1000; fu coniato a Milano nel 1818, '19, '20, '21, '22 e a Venezia nel '18, '20 e '21.
-D/: testa laureata dell'imperatore volta a destra, intorno FRANCISCVS I D. G. AVSTRIAE IMPERATOR. Sotto segno di zecca (V per Venezia, M per Milano)
-D/: Aquila bicipite, coronata e con lo scudo d'Austria sul petto. Intorno HVN. BOH. LOMB. VEN. GAL. LOD. IL. REX A. A. ed il millesimo.
Sul contorno IVSTITIA REGN. FONDAMENTVM
Il mezzo tallero, con uguali tipi e leggende fu battuto a Venezia nel 1818 e 1821.
Ferdinando I d'Asburgo-Lorena (1835 - 1848)
Ferdinando I coniò talleri nel 1837 e '38 solo a Milano.
-D/: testa laureata dell'imperatore volta a destra, intorno FERD. I. D. G. AVSTR. IMP. HVNG. BOH. R. H. N. V. Sotto segno di zecca (M per Milano)
-D/: Aquila bicipite, coronata e con lo scudo d'Austria sul petto. Intorno REX. LOMB. ET VEN. DALM. GAL. LOD. ILL. A. A. ed il millesimo
Nel contorno: RECTA TVERI
Francesco Giuseppe d'Asburgo-Lorena (1848-1859 a Milano e -1865 a Venezia)
Francesco Giuseppe salì al trono in seguito all'abdicazione di Francesco I causata dai moti del 1848.
I talleri coniati da questo imperatore sono dei Vereinstaler. Con il trattato monetario di Vienna (Wiener Münzvertrag) del 1857 il nuovo tallero fu ufficialmente coniato anche nell'Austria-Ungheria. Queste monete hanno caratteristiche completamente diverse da quelli dei predecessori.
Il governo austro ungarico coniò nel Lombardo Veneto i Vereinstaler dal 1857 al 1865.
Le monete avevano un diametro di 33 mm e pesavano 18,52 grammi, con un titolo di 900/1000, cioè 16 2/3 grammi di argento fino.  Furono coniati a Milano dal 1858 al 1859 e a Venezia dal 1857 al 1865.

## Regno
Dopo l'unità d'Italia ci sono state tre emissioni di talleri per i commerci nel Corno d'Africa: un tallero coniato da Umberto I tra il 1890 ed il 1896; un tallero detto Italicum coniato da Vittorio Emanuele III nel 1918. Dopo l'insuccesso di questa coniazione il governo italiano, in base ad accordi con il governo austriaco, coniò a Roma il tallero di Maria Teresa.